# 耶莫 (加利福尼亞州)
Yermo（西班牙语中的“荒野”）是加利福尼亚州圣贝纳迪诺县莫哈维沙漠中的一个未建制社区。它位于巴斯托以东13英里，靠近卡利科山脉的南部，毗邻15号州际公路。据估计，2009年时该地人口约为1,750人。

## 地理
耶莫的座標為34°54′18″N 115°49′13″W / 34.90500°N 115.82028°W，而該地的平均海拔高度為588米（即1929英尺）。